# Albatros D.VI
Albatros D.VI là định danh được quân đội Đức đặt cho một mẫu thử máy bay hai tầng cánh, chế tạo năm 1917 tại Đức. Nó trang bị 1 khẩu súng máy LMG 08/15 7,92 mm (.312 in) và 1 khẩu pháo 20 mm Becker.